# Kaple svaté Anny (Vikletice)
Kaple svaté Anny je římskokatolická kaple zasvěcená svaté Anně ve Vikleticích v okrese Chomutov. Od roku 1963 je chráněna jako kulturní památka.

## Historie
Vikletickou kapli postavil v barokním slohu v letech 1744–1745 stavitel Zuberds na místě starší kaple z roku 1710. Obnovena byla v letech 1909 a 1910.

## Popis
Kaple má osmiboký půdorys s obdélným, půlkruhově zakončeným presbytářem. Naproti němu se na jihozápadní straně nachází obdélná část s hlavním vchodem a kruchtou. Hlavní loď je zaklenutá zrcadlovou klenbou a presbytář plackovou klenbou. V bočních stranách příčné lodi se nachází další dva vstupní portály, z nichž severní je zazděný. Fasádu zdobí lizénové rámce. Výraznými prvky jsou oválná a kasulová okna se štukovými rámy.

## Vybavení
Hlavní oltář je rokokový s obrazem svaté Anny namalovaným pražským malířem Josephem Wünschem v roce 1910 a menšími obrazy svaté Terezie a svaté Kateřiny z poloviny 18. století. Kromě něj se v kapli nachází dva rokokové tumbové boční oltáře. Nad nimi jsou obrazy svaté rodiny (snad od J. J. Heinsche) a svatého Josefa přemístěné z trojského zámku, odkud je také raně barokní kazatelna z osmdesátých let 17. století. Na stropě lodi je namalován obraz apoteózy svatého Ducha a na stropě presbytáře jsou obrazy evangelistů. Původní zvon o váze 54 kilogramů ulitý před první světovou válkou byl zabaven v roce 1943 pro válečné účely.

## Okolí kaple
U kaple stojí na pískovcovém stupni raně barokní mariánský sloup z roku 1695. Čtverhranný sokl sloupu zdobený po stranách erby nese dřík ukončený volutami, které podpírají plošinu se zeměkoulí. Na té stojí socha Panny Marie se sepjatýma rukama. Druhý mariánský sloup z roku 1716 byl na prostranství východně od kaple přenesen ze zaniklé vesnice Libouš v roce 1970. Dřík sloupu stojí na čtverhranném soklu s erbem a letopočtem na čelní straně a nese volutami a hlavami andělů zdobenou hlavici, na které stojí vlastní socha. Ta je doplněna menšími postavami muže a ženy, které společně drží srdce. Nápis na pásce přes tyto sochy je nečitelný.
V těsném sousedství kaple roste památný strom Vikletická lípa stará přes 200 let.

## Galerie

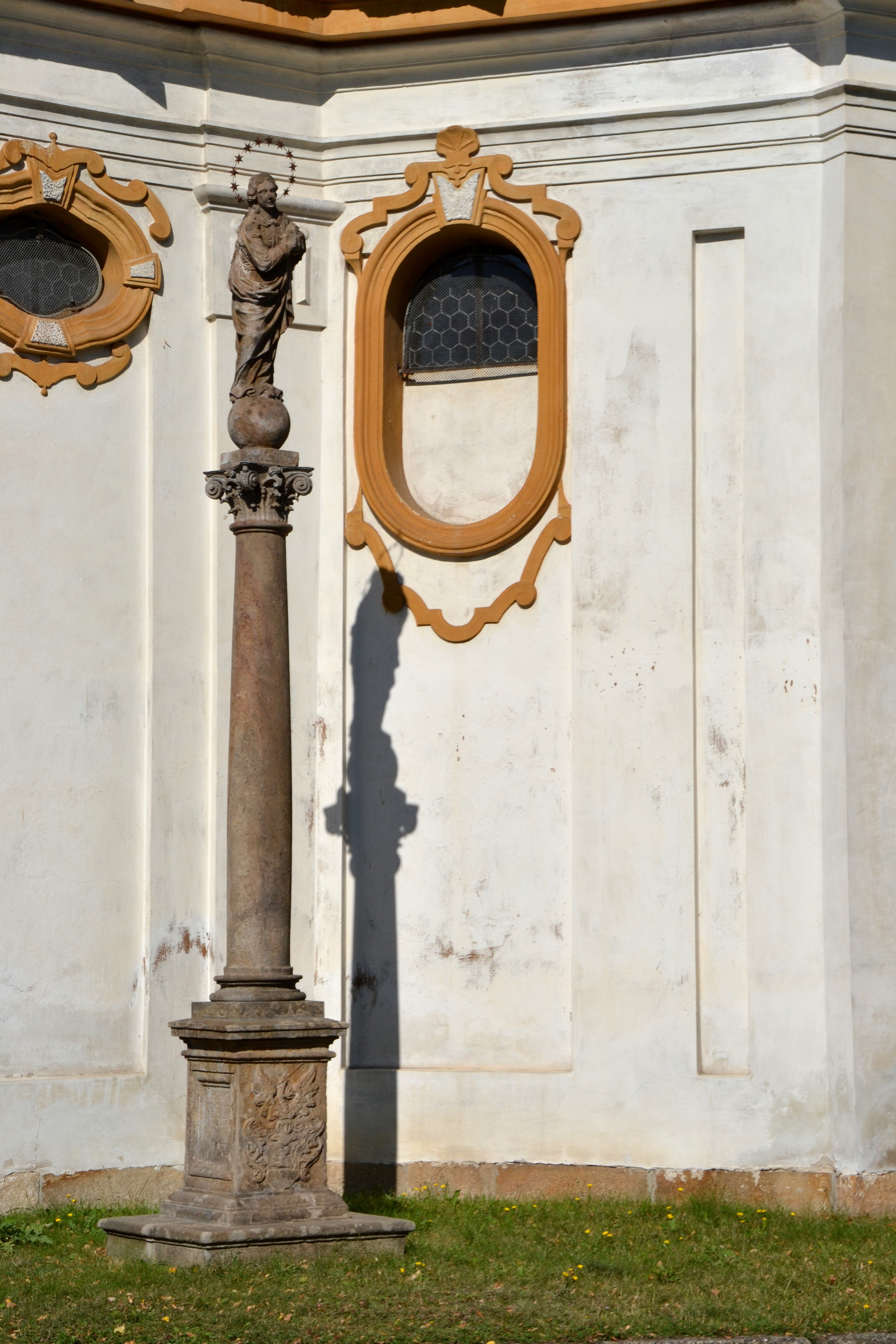
Mariánský sloup z roku 1695
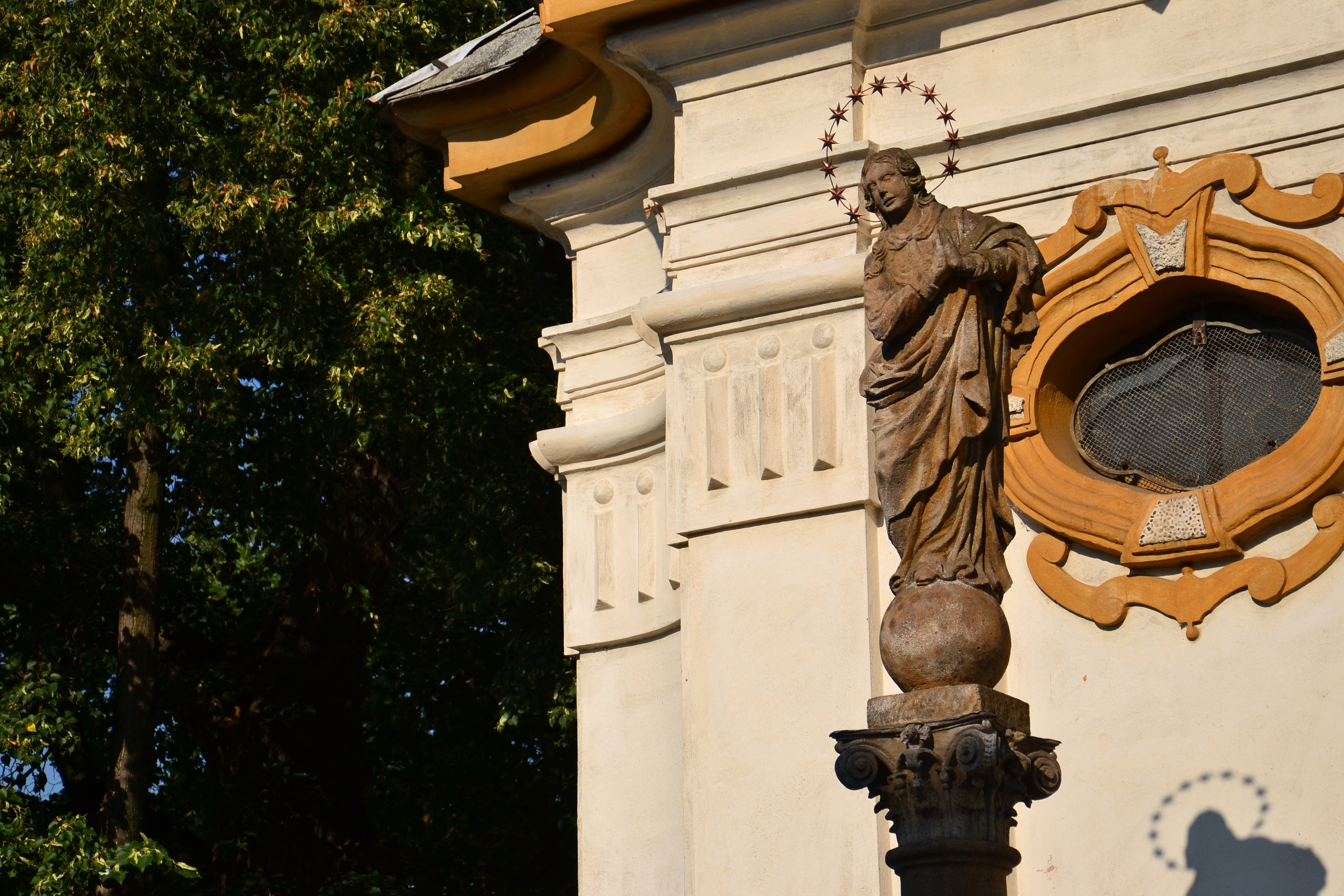
Detail sochy Panny Marie
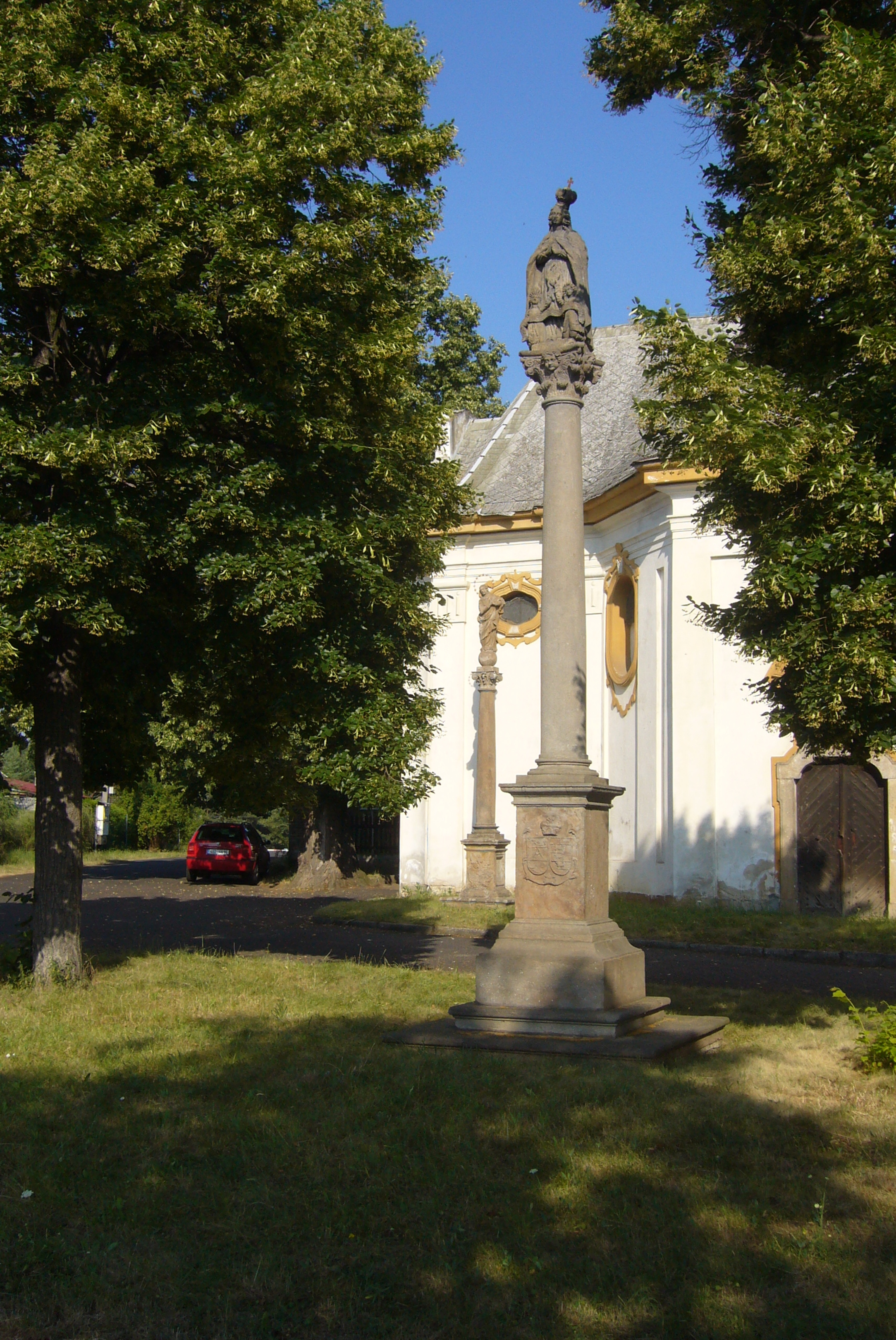
Mariánský sloup z Libouše
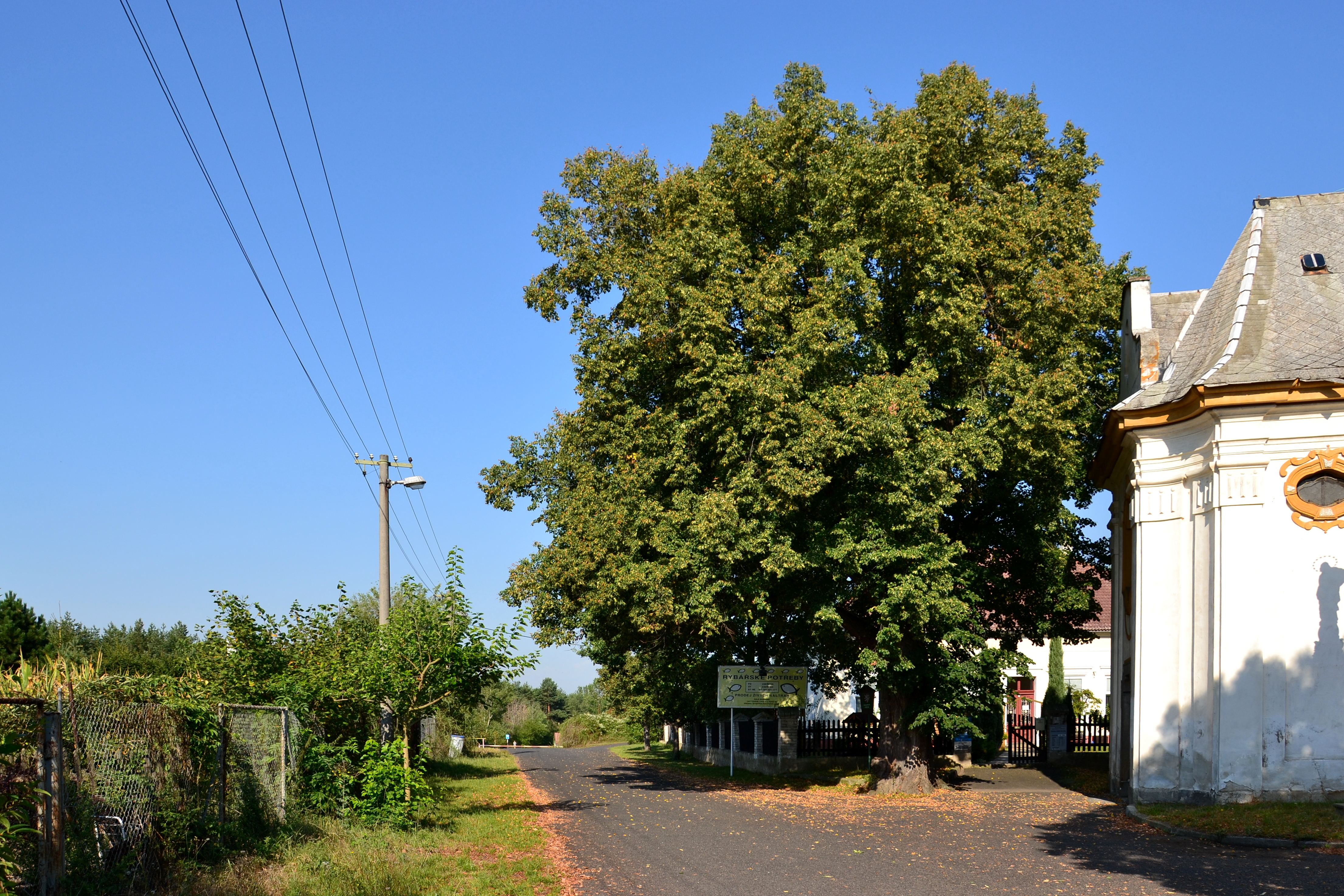
Vikletická lípa